# Стратан, Космина
Космина Стратан — румынская актриса кинематографа.

## Биография
Космина родилась в Яссах, в семье врача Эмиля Стратана . Изучала журналистику. Работала в студенческих СМИ. Позднее трудилась в Media Intact Trust и в течение трёх лет работала репортёром в Antena 3.
В 2008 году Стратан присоединилась к актёрской секции Университета театрального и кинематографического искусства в Бухаресте. После ряда появлений в короткометражных фильмах она получила главную роль в фильме Кристиана Мунджиу «За холмами» (2012). Она сыграла Войкицу, молодую монахиню, которую после длительного отсутствия посещает подруга детства Алина (её играет Кристина Флутур).
За этот фильм Мунджиу получил награду за лучший сценарий, а Стратан и Флутур — за лучшую женскую роль на Каннском международном кинофестивале.